# ツーステップバス

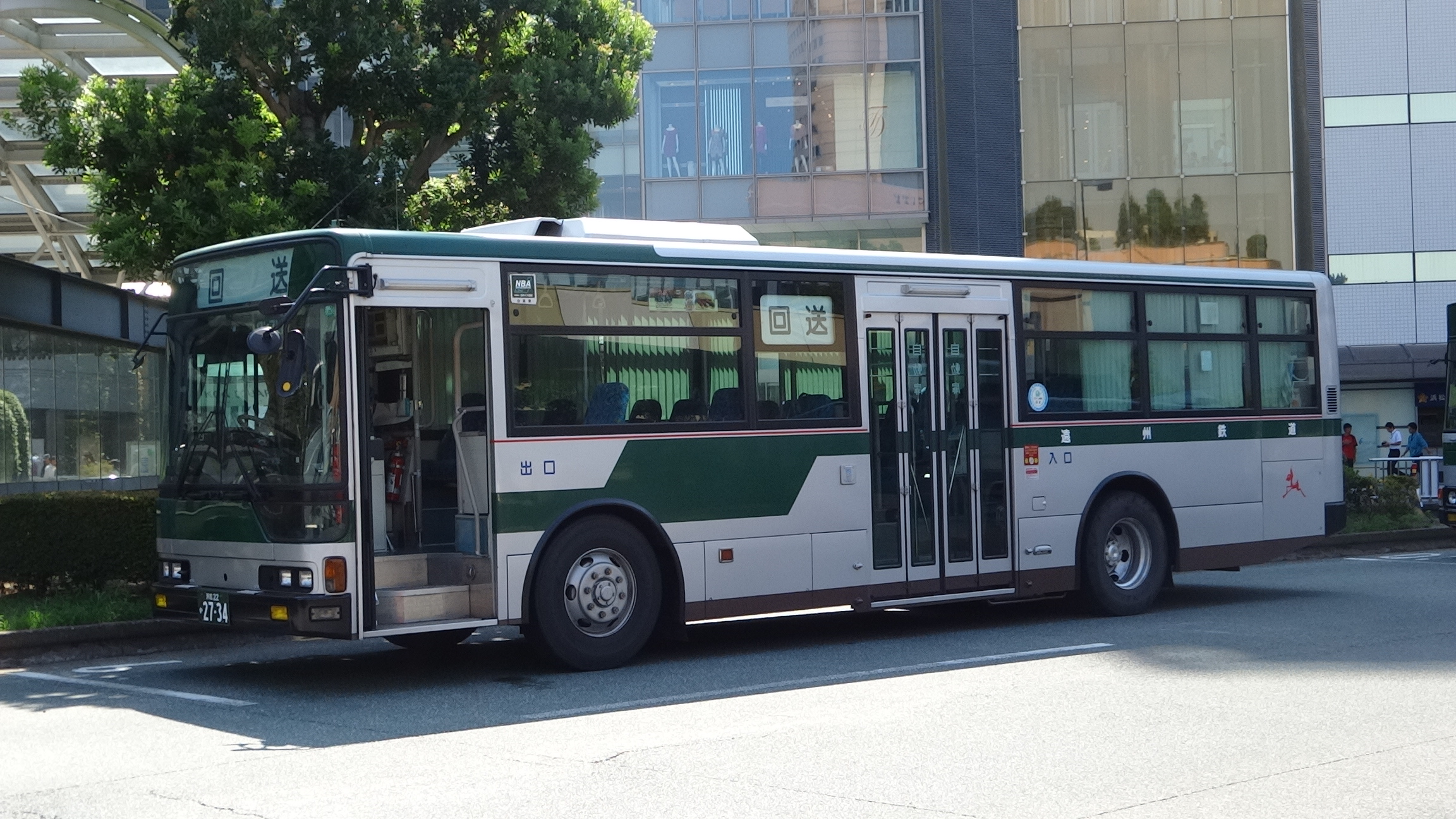
ツーステップバスの例（三菱ふそう・エアロスター）

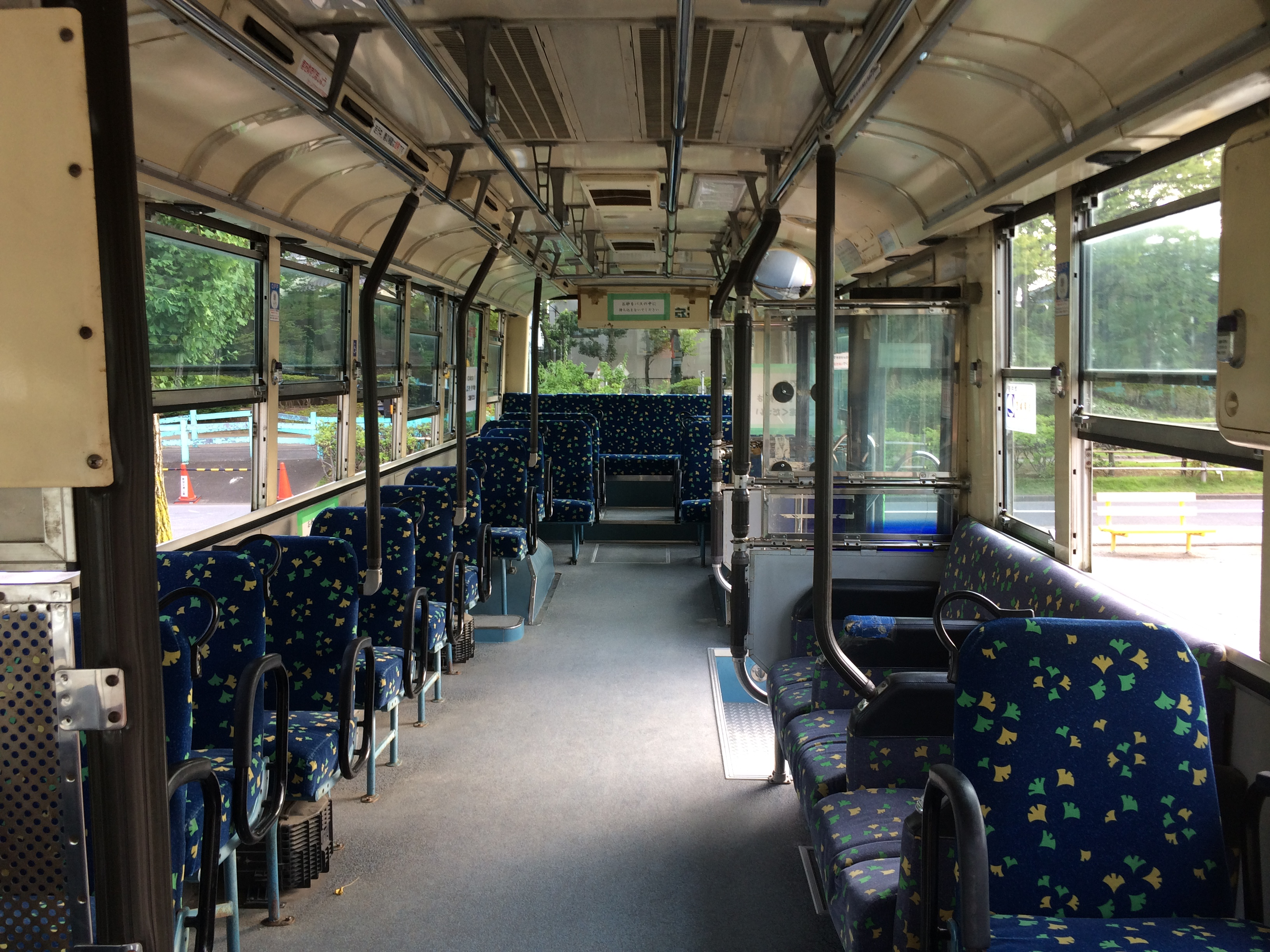
ツーステップバスの車内の例

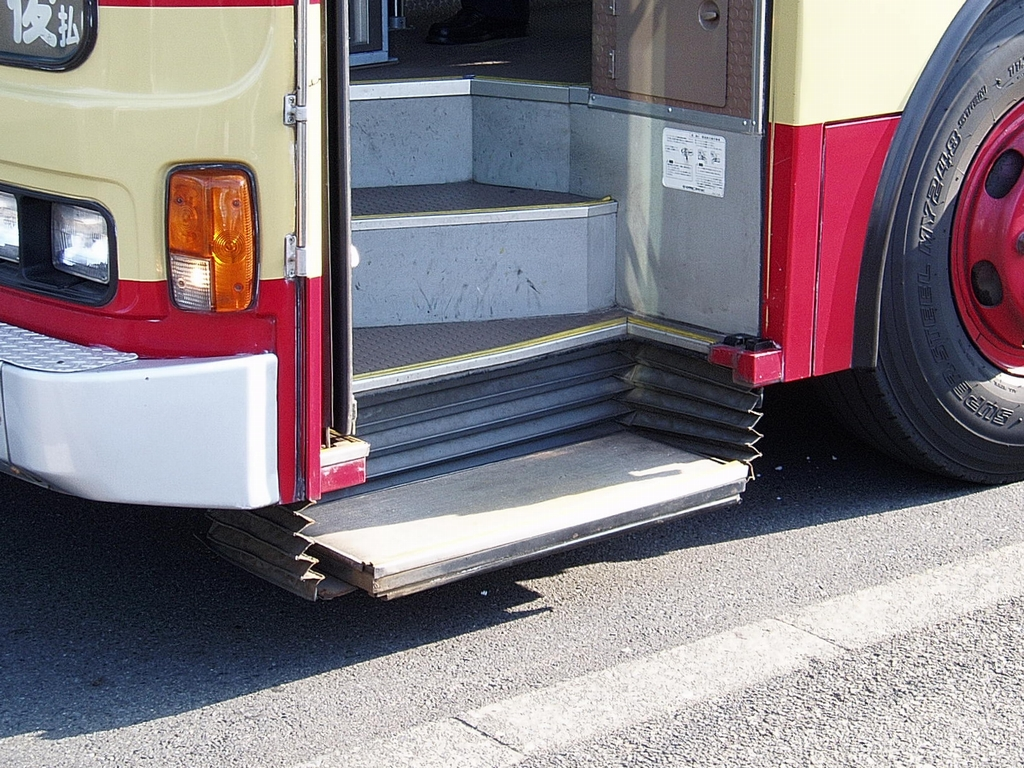
二段ステップ車の前扉下段ステップを可動とし、三段化した例

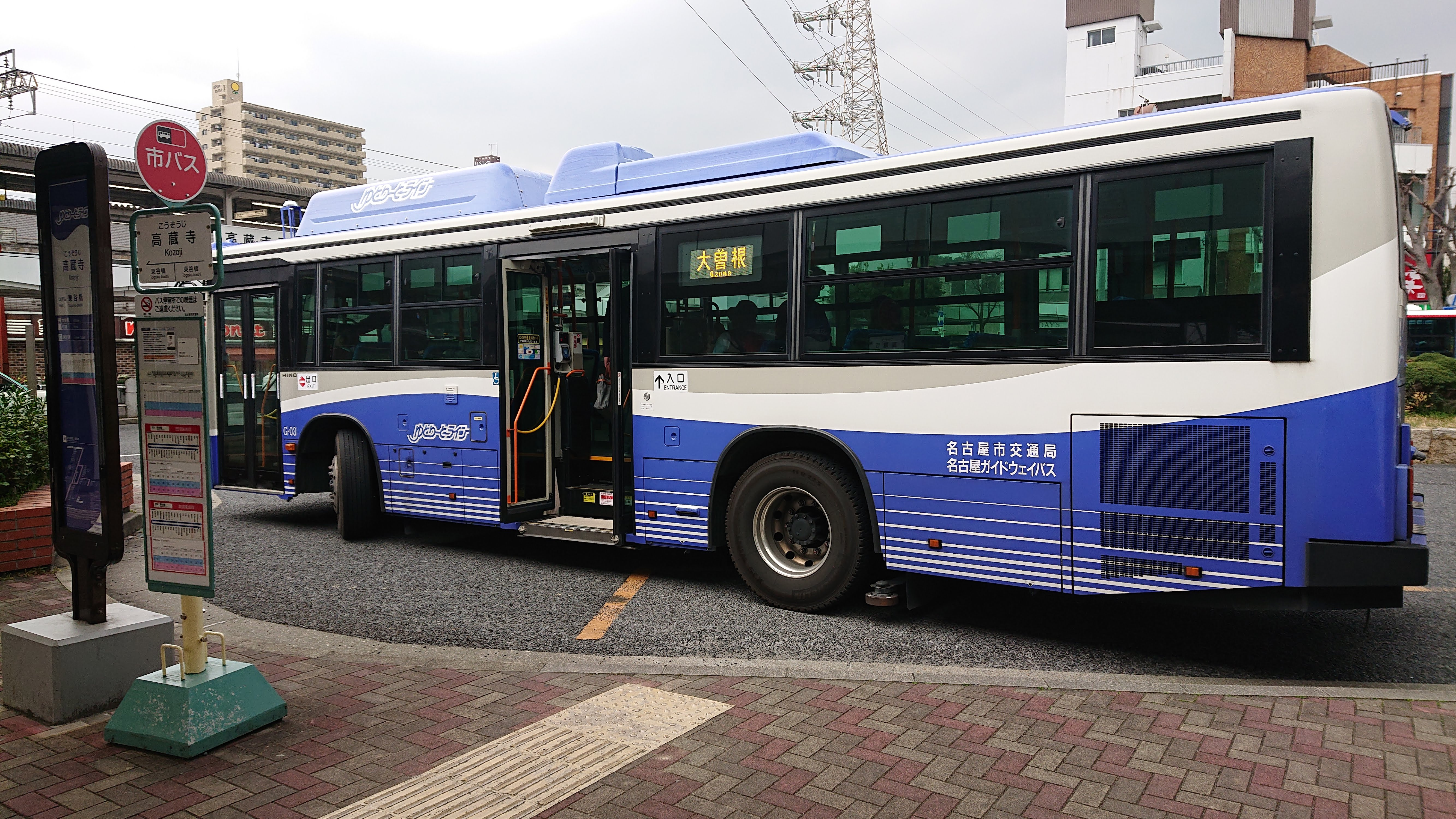
車椅子リフトを装備したツーステップバス

ツーステップバスは、出入り口の踏み板が2段で、床面高さが650mm以上のバスを指す。

## 概要
床面高さが900mm以上を標準床、800 - 900mmを一般低床、800mm以下で扁平タイヤを用いたバスを都市型低床と呼ぶ。
乗降を楽にするための工夫として、従来型ツーステップ車の下段の一部を可動式とし、開扉時に下げてスリーステップ化する神奈川中央交通の「新ステップ車」のほか、もとより低床のワンステップバスの出入り口のステップを2段に増した、都営バスの「らくらくステップバス」などもある。
1990年代に入ると、車椅子でもバスに乗車できるよう、ツーステップバスに車椅子用リフトを装備したリフト付きバスが一部地域で導入された。
一方、一般の路線バスにおいては山岳路線や高速道路を経由する場合などを除き、バリアフリー法に抵触するため、2000年代以降、各地で急速に姿を消している。なお、足腰の弱い乗客にとっては乗降に難があるが、一度乗車してしまえば車内には段差がないので車内転倒事故のリスクが少ないほか、乗客の収容力にも優れているという利点がある。
路線用の大型ツーステップバス製造終了後も自家用用途（トップドア車）の大型ツーステップバスは製造されていたが、いすゞ・エルガと日野・ブルーリボンの自家用ツーステップバスは2017年に自家用ノンステップバスにモデルチェンジされ、三菱ふそう・エアロスターの自家用ツーステップバスは2017年のマイナーチェンジで設定が抹消された。そのため、日本では2017年より観光向けの車種を除きツーステップバスは製造されなくなった。
名古屋ガイドウェイバスでは、床下に案内装置を搭載するスペースを確保するため、ノンステップバスなどの低床バスが導入できず、2013年から導入された新型車両では、ノンステップバスを試作車扱いでツーステップバスに改造した車両が導入され、中扉には車椅子用リフトが装備されている。
この他に、トヨタ自動車の燃料電池バス「トヨタ・SORA」では、水素タンクを通常の約2倍搭載した移動式発電・給電システム実証実験用車両を製造し、床下にも水素タンクを搭載する関係で、ノンステップバスをツーステップバスに改造した事例が存在する。